# Zale lunata
Zale lunata is een nachtvlinder uit de familie van de spinneruilen (Erebidae), onderfamilie Erebinae. 
De spanwijdte van deze vlinder is 40 tot 55 millimeter. De vlinder is algemeen in het oosten van Noord-Amerika. De soort heeft allerlei loofbomen, zoals esdoorn, wilg en prunus, als waardplanten. De vliegtijd loopt van maart tot november.